# ゲルトルート・ジンメル
ゲルトルート・ジンメル（Gertrud Simmel 1864年3月7日 - 1938年7月23日 ) はゲオルク・ジンメルの妻で、旧姓キネル ( 独: Helene Kinel )、ペンネームはマリー・ルイーズ・エンケンドルフ ( 独: Marie Luise Enckendorff )である。ポツダムで生まれシュトゥットガルトでなくなっている。音楽教師、画家、作家、哲学者であった。

## 生涯
ゲルトルート・キネルは1864年3月7日にポツダムに生まれた。彼女は中流階級の家庭に生まれた。父はアルベルト・キネル（1825年 - 1911年）、母はローラ・キネル、姉はヘレーネ（1862年 - 1945年）であり、ヘレーネはカトリックの洗礼を受受けていた。しかし、プロテスタントの母親は彼女をプロテスタントとして育てた。普通学校を卒業した後、彼女はデッサン教師としての訓練を受け、画家カール・シュタウファー＝ベルン (1857年 - 1891年 ) のもとでデッサンをさらに学び、才能を深めた。1889年から1890年にかけて、パリの著名な美術学校アカデミー・ジュリアンで学んだ。1900年頃まで、ベルリンの様々な美術展に作品を発表した。
1890年、彼女はベルリン大学の私講師であったゲオルク・ジンメル（1858-1918）と結婚した。結婚後、彼女は夫と共にベルリンに移り、ベルリン＝ヴェステンデットで夫と暮らした。彼らの家は、マックス・ヴェーバーとマリアンネ・ウェーバー、ライナー・マリア・リルケ、ハインリヒ・リッケルト、ラインホルト・レプシウス、ザビーネ・レプシウス、シュテファン・ゲオルゲ、エトムント・フッサールなど、同時代の様々な知識人たちとの出会いと知的交流の場であった。1891年には、将来医師になる息子ハンス・オイゲン・ジンメル (1891年 - 1943年 ) が生まれた。
19世紀後半から20世紀当初、彼女は絵画制作を断念し哲学に没頭するようになった。その知性と人格で多くの人々に感銘を与えたゲルトルート・ジンメルは、マリー・ルイーズ・エンケンドルフ ( 独: Marie Luise Enckendorff )というペンネームでいくつかの哲学書を出版した。
1906年には『魂の存在と所有について』を、1910年には『性生活における現実性と法則性』を出版した。この作品は主に結婚における男女の関係を扱っている。
彼女は女性は男性に対抗するのではなく、自立して発展すべきだという考えに基づき、当時の女性運動を支援した。
友人のマリアンネ・ウェーバーは、ゲルトルートを「デルフォイの巫女」であり、女性がなり得るものの「頂点」と称賛した。1914年、ゲオルク・ジンメルがストラスブール大学の教授に就任したため、一家はストラスブールに移住した。彼女の著作『宗教的なものについて』は1919年にストラスブールで出版されました。彼女の哲学思想は宗教に強く影響されており、すべてを包含する神への信仰において人間と世界の統一を前提とする形而上学的な考え方から生まれました。
1918年9月26日にゲオルク・ジンメルは肝臓癌で亡くなった。夫の死後、ゲルトルート・ジンメルは1920年にイェーナに移り、同地の大学で医学教授兼病院長を務めていた息子と共に暮らた。夫の死後、経済的安定が確保されるまでに長い時間がかかったため当初は質素な暮らしをしていた。1927年には『世界の中の子であること』を出版し、1929年には息子と共にテューリンゲン州のゲーラに引っ越した。
彼女は哲学者マルティン・ブーバーなどと親交が深く、ブーバーはイェーナ滞在中に彼女と同居し、共同編集者でもあった雑誌『生き物 (独: Die Kreatur ) 』にも寄稿していた。1933年に息子のハンス・ジンメルが「ユダヤ人差別による迫害」によって主治医の職を失った後、一家はシュトゥットガルトに移住した。彼女の息子ハンスは1940年に最終的にアメリカ合衆国に移住し、1943年にコロラド州コロラドスプリングスで亡くなった。
ゲルトルート・ジンメルは1938年7月23日にシュトゥットガルトで亡くなった。

## 著作
- 『魂の存在と所有について―ある日記から ( 独: Vom Sein und vom Haben der Seele. Aus einem Tagebuch ) 』1906年
- 『性生活における現実性と法則性 ( 独: Realität und Gesetzlichkeit im Geschlechtsleben ) 』1910年
- 『宗教的なものについて ( 独: Über das Religiöse ) 』1919年
- 『世界の中の子であること ( 独: Kindschaft zur Welt ) 』1927年